# Бахрейнско-израильские отношения
Бахрейнско-израильские отношения — двусторонние дипломатические отношения между Бахрейном и Израилем.
Долгое время отношения между этими двумя странами были достаточно тёплыми. Эти две страны никогда непосредственно не воевали друг с другом. Как большинство арабских стран, Бахрейн официально не признавал Израиль и традиционно поддерживал создание независимого палестинского государства. Непродолжительное потепление отношений между Бахрейном и Израилем случилось также в середине 1990-х.
После объявления о нормализации отношений между Израилем и ОАЭ, правительство Бахрейна также объявило о подобном шаге и подписало мирный договор с Израилем 15 сентября 2020 года.

## История
Впервые официальная израильская делегация посетила Бахрейн в конце сентября 1994 года.
В октябре 2007 года министр иностранных дел Бахрейна Халид ибн Ахмед Аль Халифа встречался с Американским Еврейским Комитетом, где сказал: «палестинские беженцы должны вернуться в Палестину». В том же месяце во время Генеральной ассамблеи ООН он встретился с главой израильского МИД Ципи Ливни и передал ей критические замечания бахрейнского парламента, касавшиеся израильской политики.
В 2015 году Бахрейн и ряд других государств Залива вели переговоры с израильтянами о закупке системы ПРО «Железный купол» для защиты своих стран от «растущего ракетного арсенала Ирана».
В начале 2017 года Бахрейн посетили руководители Центра Симона Визенталя (Лос-Анджелес, США) раввины Марвин Хиер и Эбрахам Купер. На встрече с бахрейнским королём Хамадом ибн Иса Аль Халифой они обсуждали создание в этой стране музея религиозной толерантности к концу этого же года.
В сентябре 2017 года бахрейнский король Хамад ибн Иса Аль Халифа посетил США и выступил на межконфессиональном форуме, проведённым центром Симона Визенталя в Лос-Анджелесе. Король Бахрейна заявил, что его страна осуждает бойкот Израиля и призвал граждан еврейского государства посетить его страну. Кроме того, национальный королевский оркестр под руководством фельдмаршала Мубарака Наджема исполнил гимны всех приславших на форум делегации стран, в том числе и Израиля. Сын короля шейх Нассер ибн Хамад Аль Халифа встретился с делегацией еврейских студентов.
В феврале 2018 года проживающий в Лондоне бахрейнский принц Мубарак Аль Халифа прибыл в Израиль и встретился с министром связи Аюбом Карой. Кара опубликовал в своём Твиттере совместную фотографию с Аль-Халифой и заявил, что он примет его и в Кнессете. По сведениям десятого канала израильского телевидения Мубарак также встречался с министром обороны Израиля Авигдором Либерманом.
На фоне растущей напряжённости между Израилем и Ираном в начале мая 2018 года, а также обменом ракетными ударами между Израилем и поддерживаемыми Ираном группировками, участвующими в гражданской войне в Сирии, глава МИД Бахрейна Халид бин Ахмад поддержал нанесённый ЦАХАЛ удар по иранским объектам в Сирии, а также заявил, что «Израиль имеет право защищать себя и уничтожить источники угрозы».
С 24 июня по 4 июля 2018 года в Бахрейне прошла конференция ЮНЕСКО, на которой присутствовала израильская делегация. Бахрейнское управление по культуре и древностям разместило на своём сайте заявление, что конференция проходит под попечительством короля Хамада ибн Исы аль Халифы. На критику в свою сторону бахрейнское правительство заявило, что «это международная встреча и её организует ЮНЕСКО, а Королевство Бахрейн на этой встрече всего лишь предоставляет место для встречи». По данным СМИ эта встреча является шагом в сторону налаживания отношений со стороны ОАЭ и Саудовской Аравии, которые «прощупывают почву» с помощью Бахрейна. В сентябре того же года в рамках Генеральной Ассамблеи ООН в Нью-Йорке прошла встреча представителей «Моссада» и представителей умеренных суннитских монархий, среди которых представители Саудовской Аравии, ОАЭ, Бахрейна и Йемена. Главной темой переговоров стало противостояние терроризму и обсуждение иранской проблемы.
В ноябре 2018 года израильский министр экономики Эли Коэн был официально приглашён на международный форум «Startup Nations Ministerial», который прошёл в апреле 2019 года в Бахрейне.
После визита израильского премьера Нетаньяху в Оман в октябре 2018 года, МИД объявил о том, что глава правительства планирует посетить ещё одну мусульманскую страну, с которой у Израиля нет дипломатических отношений. Позднее канцелярия Нетаньяху объявила, что этой страной является Бахрейн.
В ноябре 2018 года во время проведения инженерной операции ЦАХАЛ «Северный щит» на севере Израиля по устранению тоннелей, ведущих на территорию еврейского государства со стороны южного Ливана, глава МИД Бахрейна шейх Халид Бин Ахмад аль-Халифа осудил группировку «Хезболла» за создание этих тоннелей.
В декабре 2018 года ливанская газета «Аль-Акбар» со ссылкой на руководство AIPAC сообщила, что Саудовская Аравия дала согласие на открытие израильского торгового представительства в Бахрейне, а также на открытие бахрейнского представительства в Израиле. Кроме того, саудовские власти одобрили визит израильского премьер-министра Биньямина Нетаньяху в Бахрейн.
После того, как 15 декабря 2018 года Австралия признала Западный Иерусалим столицей Израиля, многие арабские страны (в частности, Иордания) обрушились на Австралию с критикой этого решения. Тем не менее, Бахрейн поддержал решение австралийского правительства и заявил, что это никак не нарушает законных требований палестинцев и не противоречит арабской мирной инициативе.
В конце января 2019 года в Иордании состоялся саммит арабских стран, на котором одним из главных вопросов для обсуждения министров иностранных дел Египта, Саудовской Аравии, Объединённых Арабских Эмиратов, Иордании, Кувейта и Бахрейна стало налаживание отношений с Израилем.
В апреле 2019 года в Манаме прошла международная конференция в сфере инноваций, на которую планировалось пригласить израильскую делегацию. Однако в стране прошли протесты против приезда израильтян, и парламент Бахрейна не одобрил их приглашение.
В июне 2019 года глава МИД Бахрейна Халид бин Ахмад аль-Халифа дал интервью израильской компании «Решет», в котором он высказался за налаживание отношений с Израилем. Он также назвал ошибкой бойкот палестинцами конференции, на которой была представлена экономическая составляющая «сделки века».
В июле 2019 года в Нью-Йорке прошла историческая встреча глав МИД двух государств: Исраэль Кац встретился с шейхом Халедом ибн Ахмедом Аль Халифой. Министры иностранных дел Израиля и Бахрейна встретились впервые в истории. Предметом обсуждения стали Иран и региональные угрозы, а также сотрудничество между странами. Стороны договорились поддерживать дальнейшие контакты.
В декабре 2019 года глава израильского МИД Исраэль Кац поздравил своего бахрейнского коллегу с 48-й годовщиной независимости этого государства. Кац также выразил надежду на скорую встречу глав дипломатических ведомств Израиля и Бахрейна. В этом же месяце Бахрейн посетил главный раввин Иерусалима Шломо Амар, который принял участие в проходящей там религиозной конференции. Амар также встретился с королем Бахрейна и с представителями государств, у которых нет дипломатических отношений с Израилем.

### WikiLeaks
В 2011 году во время Арабской весны WikiLeaks опубликовало в израильской газете «Гаарец» разоблачения о некоторых секретных переговорах между официальными лицами Бахрейна и Израиля. На встрече с послом США в феврале 2005 года король Бахрейна Хамад ибн Иса Аль Халифа хвастался тем, что его страна имела контакты со службой израильской разведки «Моссад». Он указывал, что Бахрейн готов развивать отношения с Израилем и в других сферах. Сообщалось, что король приказал больше не использовать в официальных документах фразы типа «враг» и «сионистские оккупанты» применительно к Израилю. Однако, он отказался от идеи установить торговые отношения, сказав, что это «ещё рано» и это следует отложить до того времени, когда будет основано независимое палестинское государство.

### С 2020 года
По сообщениям СМИ, вскоре после налаживания отношений между Израилем и ОАЭ, Бахрейн также намеревался сделать подобный шаг. Переговоры об этом велись с участием членов администрации Белого Дома.
3 сентября 2020 года Бахрейн официально открыл своё воздушное пространство для израильских самолётов. Это было сделано через сутки после того, как Саудовская Аравия открыла своё небо для пролётов израильских самолётов, следующих прямыми рейсами в ОАЭ после сообщения о налаживании. Этот шаг по мнению некоторых СМИ может свидетельствовать о вероятном скором налаживании между Израилем и Бахрейном.
11 сентября 2020 года президент США Дональд Трамп заявил, что 15 сентября в Вашингтоне параллельно с подписанием израильско-эмиратского мирного договора будет заключено и подписано подобное соглашение между Израилем и Бахрейном.
В сентябре 2020 года израильская делегация посетила Бахрейн для проведения переговоров по вопросам подписанного 15 сентября договора. На этой же неделе состоялся телефонный разговор израильского премьер-министра Нетаньяху с наследным принцем Бахрейна Салманом ибн Хамадом ибн Исой Аль Халифой. Стороны обсудили подписанное соглашение и будущее сотрудничество в экономической, технологической, туристической и других сферах. В последний день месяца Бахрейн посетил глава разведывательной службы «Моссад». Он провёл переговоры со своим бахрейнским коллегой, а также с советником по вопросам национальной безопасности.
18 октября глава израильского Совета национальной безопасности Меир Бен Шаббат и министр финансов США Стив Мнучин возглавили делегацию, прибывшую в Манаму самолётом «Эль-Аль» для подписания соглашения об установлении дипломатических отношений между Израилем и Бахрейном. С израильской стороны в делегацию также входят генеральный директор МИДа Алон Ушпиз и исполняющий обязанности генерального директора канцелярии премьер-министра Ронен Перец. В рамках встречи в бахрейнскими официальными лицами будут подписаны шесть меморандумов, в том числе в области связи и виз.
18 ноября Израиль посетил глава МИДа Бахрейна Абдель Латифом аз-Зайяни. Это первый в истории официальный визит главы МИДа Бахрейна в Израиль. В ходе визита он встретился с главой правительства Нетаньяху, президентом Ривлиным и обсудил с ними расширение сотрудничества между двумя странами. Визит проходил при посредничестве госсекретаря США Майка Помпео. Были также подписаны двусторонние соглашения в области авиасообщения, начался процесс подготовки к открытию посольств.
После избрания Нафтали Бенета премьер-министром Израиля в июне 2021 года, глава МИД Бахрейна Абд аль-Латиф аз-Зайяни сообщил, что уже наладил контакты с новой администрацией и готов с ней сотрудничать.
30 сентября 2021 года состоялся официальный визит главы израильского МИД Яира Лапида в Бахрейн. Лапид встретился со своим коллегой Абд аль-Латифом аль-Зайяни, принял участие в открытии израильского посольства в Манаме, подписал ряд двусторонних соглашений.
В середине февраля 2022 года глава израильского правительства Нафтали Беннет посетил Бахрейн с первым в истории официальным визитом. В его рамках он встретился с наследником престола и премьер-министром страны Салманом ибн Ахмадом Аль Халифой, а также с министрами иностранных дел, промышленности и туризма, транспорта, строительства и сельского хозяйства Бахрейна. Кроме того, Беннета принял король Хамад ибн Иса Аль Халифа. По окончании визита наследник престола принял приглашение израильского премьера посетить Израиль.
3 июня 2022 Бахрейн посетила крупная израильская делегация, возглавляемая генеральным директором МИД Алоном Ушпизом. В рамках визита Ушпиз встретился в Манаме с кронпринцем королевства и по совместительству премьер-министром Салманом ибн Хамадом ибн Исой Аль Халифой. Кроме того, прошла встреча с главой бахрейнского МИД, Абд аль-Латифом бин Рашидом аль-Заяни. Стороны обсудили развитие двустороннего сотрудничества, в том числе и в оборонной сфере.
21 июля 2022 года израильский премьер Яир Лапид провёл телефонную беседу со своим бахрейнским коллегой эмиром Салманом ибн Хамадом ибн Исой Аль Халифой. Лидеры двух государств обсудили укрепление двустороннего сотрудничества в различных областях.
В сентябре 2023 года глава израильского МИД Эли Коэн посетил Манаму с официальным визитом, в рамках которого встретился с наследным принцем Бахрейна Салманом ибн Хамадом ибн Исой Аль Халифой. Коэн также провёл церемонию открытия нового здания посольства в Манаме. Этот визит является первым официальным визитом главы МИД в страну, с которой Израиль подписал договор в рамках «Соглашений Авраама».
2 ноября 2023 года Бахрейн отозвал посла в Израиле и приостановил экономические отношения. Израильский посол также покинул Бахрейн. В Консультативном совете Национального собрания Бахрейна заявили, что будут «требовать больше решений и мер» в случае продолжения военных действий.

## Военная сфера и оборона
В январе 2021 года главы МИД ОАЭ и Бахрейна приняли участие в ежегодной конференции Израильского центра стратегических исследований. Три страны договорились выступать единым фронтом против ракетных разработок Тегерана и положить конец поддержке режимом аятолл радикальных группировок.
В середине ноября 2021 года в Красном море прошли морские учения с участием сил ВМФ Израиля, США, ОАЭ и Бахрейна. Силы Израиля и двух арабских государств участвуют в подобном мероприятии впервые в истории.
В феврале 2022 года министр обороны Израиля Бени Ганц посетил Бахрейн с первым в истории официальным визитом. В рамках визита Ганц посетил базу Пятого американского флота и встретился к его командующим, вице-адмиралом Брэдом Купером, а также с министром обороны королевства Абдаллой аль-Нуами и другими чиновниками минобороны Бахрейна и высшими офицерами бахрейнской армии. Ганц также встретился с королём Бахрейна Хамадом ибн Исой Аль Халифой, а также подписал соглашение о сотрудничестве в области безопасности между двумя странами.
В феврале 2022 года стало известно, что в Бахрейне будет постоянно дислоцироваться израильский военный офицер (имя, звание и должность не называются). Офицер будет взаимодействовать с государственными структурами в королевстве, а также работать с членами международной коалицией, в которую входят 34 государства. В качестве задач этой коалиции МИД Бахрейна назвал обеспечение свободы судоходства в территориальных водах региона, защита международной торговли и противодействие пиратству и терроризму.
В июне 2022 года в египетском Шарм аш-Шейхе состоялась организованная по инициативе США конференция, на которой представители военных структур Израиля, Саудовской Аравии, Бахрейна, Катара, ОАЭ и США совместно обсудили способы борьбы с иранской угрозой.
В июле 2022 года Израиль дал согласие на поставку королевству Бахрейн беспилотные самолёты и системы перехвата беспилотных самолётов. В этом же месяце посол Бахрейна в Израиле Халед аль-Джалахме посетил офисы оборонного концерна «Эльбит Маарахот», одного из трёх крупнейших в Израиле. После посещения он сообщил, что на нём рассматривались возможности сотрудничества.

## Экономическое сотрудничество
В октбяре 2022 года две страны подписали двустороннее соглашение о сотрудничестве в сельскохозяйственной отрасли, животноводства и продовольственной безопасности.
В ноябре 2022 года Израиль впервые принял участие в Международном авиасалоне, который прошёл в Манаме. Израильский оборонный концерн «Авиационная промышленность» впервые представил на арабском рынке продукцию собственного производства: радары, беспилотные летательные аппараты, системы ПРО и ПВО, системы защиты побережья, а также разработки для гражданской авиации. При этом оманская компания «Salam Air» и кувейтская «Finance House» отказались от участия в мероприятии по причине участия в нём Израиля.
В ноябре 2023 года Совет представителей Бахрейна на фоне операции «Железные мечи» заявил об остановке экономических связей с Израилем Израильский МИД, тем не менее заявил, что решения принято не было.

## Медицина и здравоохранение
25 октября 2021 года министры здравоохранения двух стран подписали соглашение о взаимном признании сертификатов вакцинации против COVID-19 и «зелёных паспортов» между двумя странами. Кроме того были достигнуты некоторые договорённости о сотрудничестве и обмене информацией в борьбе против пандемии коронавируса.

## Туризм и авиасообщение
30 сентября 2021 года бахрейнская авиакомпания Gulf Air открыла регулярное сообщение с Тель-Авивом. За неделю до этого правительство Бахрейна сделало возможным оформление электронной визы для израильских туристов.
В ноябре 2023 года власти Бахрейна на фоне продолжающейся операции «Железные мечи» приостановили авиасообщение с Израилем. Этому решению также предшествовал отзыв бахрейнского посла из Тель-Авива.

## Спорт
В мае 2018 года делегация бахрейнских спортсменов прибыла в Израиль и приняла участие в велогонке «Джиро д’Италия», один из этапов которой проходил в Иерусалиме. Вместе с бахрейнскими спортсменами в Израиле также соревновались гонщики из ОАЭ.

## Культурные связи
В январе 2021 года общественная организация «Шарака» (араб. «Сотрудничество») организовала видеоконференцию, приуроченную к подписанию «Авраамских соглашений» и Международному дню памяти жертв Катастрофы. В конференции приняли участие жители Бахрейна, ОАЭ, Саудовской Аравии, Марокко и Сирии. Жители этих арабских стран смогли послушать живое интервью Веры Кригель, которая пережила Холокост, будучи одной из «близнецов доктора Менгеле» в Биркенау.

## Евреи в Бахрейне
Евреи поселились в Бахрейне в конце XIX века, это были в основном выходцы из Ирака, Ирана и Индии.
В 1940-х годах в Бахрейне проживали порядка 600 евреев. Большое количество евреев покинуло Бахрейн (уехав в США, Великобританию и Израиль) после погромов, которые случились в 1947 и 1967 годах. Однако еврейские, мусульманские и британские источники сходятся во мнении, что эти бунты были спровоцированы пропалестинскими внешними источниками, в то время как бахрейнские арабы были скорее склонны защищать своих еврейских соседей. До сих пор в старом городе столицы королевства, городе Манама, есть маленькая синагога. По официальным данным, в стране проживает 1 % евреев (от общего числа 1,423 млн жителей), однако фактически это число гораздо меньше: 36-40 человек.
Худа Нону служила в должности посла Бахрейна в США в период с 2008 по 2013 год. Она стала первой еврейской женщиной в истории, представляющей арабскую суннитскую страну в качестве дипломата. Её семья происходит из иракских евреев, она также финансировала ремонтные работы в единственной синагоге в стране.
После восшествия на престол короля Хамада ибн Исы Аль Халифы в 2002 году местные и международные обозреватели отмечают практически утопические отношения между различными религиозными группами в стране. Так, в 2015 году король праздновал Хануку, на церемонии присутствовали как иудеи, так и мусульмане. Несмотря на то, что во многих странах Залива работют множество экспатов из разных стран, в том числе и евреев-неизраильтян, только в Бахрейне есть настоящая еврейская община, чем местные власти гордятся.
25 октября 2020 года Бахрейн совместно с США подписал соглашение о борьбе с антисемитизмом, антисионизмом и попытками лишить легитимности государство Израиль.
В феврале 2022 года глава израильского правительства Нафтали Беннет посетил Бахрейн с официальным визитом. В его рамках он встретился с представителями еврейской общины королевства вручил им подарок для синагоги — шофар.

## Список послов

### Послы Израиля в Бахрейне
- Итай Тегнер (до ноября 2021 (?) — н.в.)[79][80]
- Эйтан Наэ (август — до ноября (?) 2021)[81][82]

### Послы Бахрейна в Израиле
- Халед Юсуф аль-Джалама (сентябрь 2021 года — н.в.)[83][84]